# Aedes wigglesworthi
Aedes wigglesworthi är en tvåvingeart som beskrevs av Edwards 1941. Aedes wigglesworthi ingår i släktet Aedes och familjen stickmyggor. Inga underarter finns listade i Catalogue of Life.